# Иванде Кайя
И́ванде Ка́йя (латыш. Ivande Kaija, настоящее имя Антония Лукина, урождённая Мельдер-Миллер; 13 октября 1876 — 2 января 1942) — латвийская писательница и феминистка, борец за независимость Латвии. Была включена в академическую энциклопедию «100 латвийских женщин в культуре и политике».

## Биография

### Ранние годы
Антония Мельдер-Миллер родилась 13 октября 1876 года в усадьбе Юмправмуйжа в Лифляндской губернии, в семье состоятельного предпринимателя и домовладельца Микелиса Миллер-Мельдера и его жены Матильды, урождённой Флинтман. Состоятельные родители смогли дать девочке прекрасное образование.
В 1879 году семья переехала в престижный рижский пригород (ныне район Риги) Торнякалнс, где Антония в 1881 году начала учиться в начальной школе. Затем она продолжила обучение в русской Рижской женской гимназии имени Ломоносова (1887—1895). Ещё школьницей, в 16 лет, она сочинила свой первый рассказ «Три новогодние ночи» (латыш. Trīs jaungada naktis; 1892).
Завершив среднее образование в 1895 году, Антония отправилась на Кавказ и работала там домашней учительницей.
В 1900—1901 годах Антония изучала философию и историю искусства в Бернском и Лейпцигском университетах. Её интересовали музыка, искусство, она свободно владела русским, английским, французским, немецким, итальянским языками и в гимназии изучала латынь и греческий.
В 1901 году оставила учёбу и 15 ноября вышла замуж за своего школьного друга Феликса Лукина, в дальнейшем видного латвийского офтальмолога, одного из основателей Латвийского общества врачей. До 1910 года Антония Лукина жила в Латвии, у неё родились трое детей: дочь Сильвия, сыновья Гаральд и Ивар.

### Начало писательской карьеры
В 1910 году её отношения с мужем усложнились, и она решила возобновить учёбу, оставив детей с мужем. Она отправилась во Францию и слушала лекции в Сорбонне, а также посещала так называемую школу журналистики. В свободное время она путешествовала по Италии, Швейцарии, Франции. Она совершила поездку в Швейцарию, где жили в эмиграции на вилле Кастаньола близ Лугано поэты Райнис и Аспазия; отношения со старшими литераторами стали важнейшей вехой в биографии будущей писательницы. Во время этого визита, прогуливаясь с Аспазией по кладбищу в Лугано, под впечатлением скульптурного изображения на одном из памятников — чайки со сломанными крыльями, она сказала «Наверное, это буду я». Так появился её псевдоним «Кайя» (латыш. Kaija — чайка).
Вскоре после этого Антония вынуждена была оставить лекции в Сорбонне: проблемы со слухом, появившиеся у неё еще в 1901 году во время учёбы в Лейпциге, нарастали, и уже даже из первого ряда аудитории она не могла разобрать ни слова из того, что произносилось с кафедры. Об этом она с горечью написала Аспазии в январе 1911 года: «Я даже не ожидала, что у меня всё станет так плохо со слухом. Понемногу смиряюсь с этим, погружаясь в библиотеки. Теперь я по крайней мере ясно знаю, что моё рабочее пространство — в четырёх стенах комнаты».
Вернувшись в Ригу, в 1913 году Иванде Кайя опубликовала свою первую книгу, роман «Первородный грех» (латыш. Iedzimtais grēks), написанный за четыре месяца. Он вызвал большой резонанс: прочитав рукопись, Феликс Денисович Лукин возмутился и назвал её провозглашением порнографии, а некоторые критики после публикации ужасались «развратному тексту». Другие же находили в романе глубоко скрытые чувства и стремление рассказать о том, о чём публично говорить не принято. Кайя открыто написала о женской сексуальности и влечении, которые не следует воспринимать как грех — настоящий грех в том, чтобы жить в браке без настоящей духовной и физической любви. В то же время она не видела преступления в том, чтобы кто-то растил внебрачных детей.
С началом Первой мировой войны Феликс Лукин был мобилизован в российскую армию как военный врач, и семья последовала за ним в Крым, Москву и Петроград.

### Общественный деятель
Вернувшись в Ригу в 1917 году вместе с дочерью, Кайя выступила с серией статей в поддержку независимости Латвии. В 1918 году она стала одной из основательниц Латвийской ассоциации женщин (латыш. Latvijas Sieviešu Asociācija), добиваясь для них избирательного права; ею написаны основные программные документы ассоциации.
В 1918 году из эвакуации вернулся муж Антонии, Феликс Лукин, но после всех событий супруги держались отстранённо, в том числе из-за проблем со здоровьем: Антония страдала глухотой, Феликс туберкулёзом. В сентябре 1919 года он уехал лечиться в Швейцарию.
Во время борьбы молодого латвийского государства за независимость, через неделю после начала наступления Бермонта на Ригу осенью 1919 году, Антония Лукина вступила в Женский вспомогательный корпус и работала в пошивочных мастерских, где готовилось обмундирование для солдат.
18 октября 1919 года Лукина начала работать референтом французской прессы в Министерстве иностранных дел Латвии.
5 ноября в газете «Страж Латвии» (Latvijas Sargs) было опубликовано воззвание Иванде Кайи к латвийским женщинам об учреждении «Женского золотого фонда» (латыш. Sieviešu zelta fonds). Премьер-министр Карлис Улманис поручил ей руководить фондом, в который женщины Латвии сдавали ювелирные украшения, другие семейные ценности и накопления. Семья Лукиных также внесла в фонд свой вклад: Феликс пожертвовал золотые запонки с бриллиантами, дочь Сильвия свои украшения, старший сын Гаральд 5 рублей золотом, а младший Ивар — три рубля и 15 копеек серебром. Всего в пользу молодой независимой республики к концу работы этого фонда было собрано 1179 золотых и около 3370 серебряных предметов, в том числе около 200 обручальных колец — всё собранное легло в основу золотого запаса Национального банка Латвии.
В 1920—1921 годах Иванде Кайя заведовала отделом литературы и искусства в ежедневной газете Latvijas Sargs, где и сама активно печаталась, одновременно работала. Важную роль Иванде Кайя сыграла также в возвращении Райниса и Аспазии в Латвию в 1920 году: им была вручена значительная сумма пожертвований, собранных по её инициативе; кроме того, она много работала с латвийским общественным мнением, насторожённо относившимся к литературному классику из-за его социал-демократических симпатий. В марте 1921 года Феликс Лукин смог вернуться в Латвию, и семья наконец воссоединилась. Однако сразу после этого писательница перенесла тяжёлый паралич (утверждается, на почве нервного перенапряжения), потеряла зрение и слух и до конца жизни была частично парализована. Её старшему сыну Гаральду в этот момент было 15 лет.
В 1926 году Иванде Кайя была награждена орденом Трёх звёзд. В 1928—1931 годах вышло собрание её сочинений в десяти томах, включавшее и ранее неопубликованные пьесы, а также её дневник за 1918—1921 годы, представляющий значительный исторический интерес.
В декабре 1941 года писательницу, направлявшуюся на рождественскую службу в Церковь Св. Гертруды, сбил немецкий военный грузовик. Без сознания её доставили в больницу, где она скончалась 2 января 1942 года. Похоронена на Лесном кладбище в Риге.

## Творчество
Уже первый роман вызвал широкий резонанс своим обращением к теме женской свободы, разочарования в браке и права на счастье, достигаемое в том числе сексуальным раскрепощением; роман был встречен противоречиво — как утверждается, даже муж писательницы был настроен против его публикации и считал его порнографическим. На сходные темы Кайя напечатала ряд статей в латвийской периодике. Протестующей статьёй о том, что у мужчин и женщин разное предназначение и потому требования женской свободы, провозглашаемые писательницей, безосновательны, откликнулся на её выступления публицист и священник Андриевс Ниедра.
В 1919 году вышел второй роман Иванде Кайи — «Под гнётом» (латыш. Jūgā), посвящённый критическому осмыслению института брака. В 1921 году увидели свет сразу два её романа: в написанном шестью годами ранее «Сфинксе» (латыш. Sfinksa) доминировала тема душевных поисков женщины, устремлённой к идеальной любви, тогда как «Янтарная земля» (латыш. Dzintarzeme) рассказывала о древних пруссах в период их первого столкновения с христианством.
Как указывала Лилия Бранте в своей книге «Латышская женщина» (1931),
Иванде Кайя <…> поднимает вопросы современной семьи и брака и пытается распутать нити современной женской души. С редкой смелостью писательница расплетает проблемы сексуальной жизни, вникает в её этические и эротические проявления и часто входит в противоречие с моральными и этическими воззрениями, глубоко укоренившимися в обществе. Работы Иванде Кайи могут быть не столь ценны с точки зрения искусства, но вызывают больший интерес как решение новых проблем.

## Семья
Муж Иванде Кайи Феликс Денисович Лукин (6 февраля 1875— 28 марта 1934) — выдающийся врач-офтальмолог и гомеопат, учёный, общественный деятель, приверженец учения Живой этики, создатель Латвийского общества имени Н. К. Рериха.
Сын Иванде Кайи Гаральд Лукин (6 июня 1906—8 февраля 1991) — крупный медик — гинеколог и терапевт-натуропат, общественный деятель, один из руководителей Латвийского общества имени Н. К. Рериха до его запрещения в 1940 году, депутат Народного сейма.

## Память
В 1926 году писатель Петерис Эрманис написал: «Она была женщиной, которая воплотила сильные слова, борьбу за равноправие и сверх всего — веру в свою страну. Будучи общественной активисткой, активной журналисткой и писательницей, чей роман „Первородный грех“ в разных кругах вызвал смятение и даже упрёки, Иванде Кайя стала незабываемым явлением в латышской культуре, литературе и обществе».
В Советской Латвии произведения Иванде Кайи были изъяты из библиотек и замалчивались. Некоторые её книги были переизданы латышскими эмигрантскими издательствами.

Судьбе «забытой писательницы» посвящён роман Инги Гайле «Писательница» (2020). По словам Гайле, ей было важно развеять мифы о своей предшественнице, показать, что романы, которые прослыли порнографическими, в действительности наполнены «неистовым чувством справедливости» и отстаивают «верные и честные человеческие отношения». 
«В романе я написала также о сексуальности, ибо мне кажется, что писательство и сексуальность часто происходят из одного источника, в котором соединяются эмоциональность, переживания, желание творить. Мой опыт также свидетельствует, что оба — и писательство (изложение своей истории) и сексуальность — то, что власть хочет контролировать, создавая препоны их свободному выражению». Инга Гайле 